# Bellavista-Nanay
Bellavista–Nanay (también conocido como Bellavista) es un distintivo barrio y puerto dentro de la sección norteña del Distrito de Punchana en Iquitos. Está ubicado a orillas del río Nanay, y a cercanías del río Amazonas. Es un importante acceso para llegar a otros puntos turísticos de Iquitos Metropolitano como Padrecocha, Manacamiri, San Andrés, entre otros.
En el mismo barrio, se encuentra la Plaza Boulevard de San Pedro y San Pablo, y un mercadillo donde contiene un retazo de la comida de Iquitos preparadas en varias barbacoas.